# Porrerus famelicus
Porrerus famelicus är en insektsart som beskrevs av Navás 1913. Porrerus famelicus ingår i släktet Porrerus och familjen myrlejonsländor. Inga underarter finns listade i Catalogue of Life.